# Sitobion graminis
Sitobion graminis är en insektsart. Sitobion graminis ingår i släktet Sitobion och familjen långrörsbladlöss. Inga underarter finns listade i Catalogue of Life.